# Reikorangi Stream
La rivière Reikorangi Stream (en anglais : Reikorangi River) est un torrent du District de Kapiti Coast dans l’Île du Nord de la Nouvelle-Zélande.

## Géographie
C’est l’un des affluents majeurs de la rivière Waikanae.  Sa source est située dans la chaîne de Tararua près de la ville de Maungakotukutuku, et elle s’écoule vers le nord en direction de la localité de Reikorangi dans la vallée de Akatarawa (en), où elle rencontre la rivière Waikanae.